# China International Aviation & Aerospace Exhibition
Il China International Aviation & Aerospace Exhibition (in cinese: 中国国际航空航天博览会), noto anche come Airshow China (中国航展) o Zhuhai Airshow (珠海航展), è una manifestazione aeronautica internazionale che si svolge nei pressi della città di Zhuhai, nella provincia del Guangdong.

## Storia
Il primo Airshow China si è tenuto presso lo Zhuhai Jinwan Airport nel 1996. Da allora la manifestazione si è ripetuta con cadenza biennale all'interno della stessa sede, nella quale è possibile assistere a voli dimostrativi o esposizioni statiche di vari aeromobili.
L'Airshow è diventato un importante evento per i produttori aeronautici cinesi. Infatti durante le edizioni sono stati conclusi alcuni contratti di vendita da parte dei costruttori locali, come nel 2008 quando il costruttore cinese Comac ha venduto 25 aerei di linea regionale ARJ21-700 alla statunitense GE Commercial Aviation Services, sussidiaria della General Electric.
Nel 2016 si è tenuta l'undicesima edizione, le altre edizioni si sono tenute negli anni: 1998 , 2000 , 2002 , 2004 , 2006 , 2008 , 2010 , 2012  e 2014 .

## Galleria d'immagini

Alcuni velivoli presenti nella passata edizione dell'Airshow (cliccare sul bordo inferiore della foto per ulteriori informazioni).
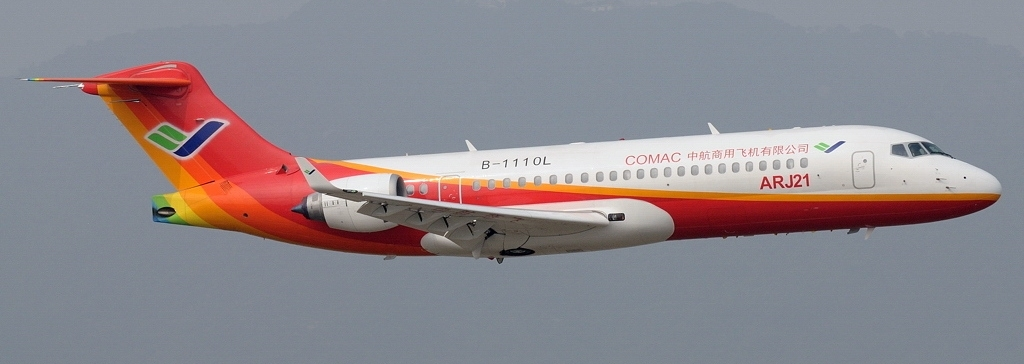
Comac ARJ21
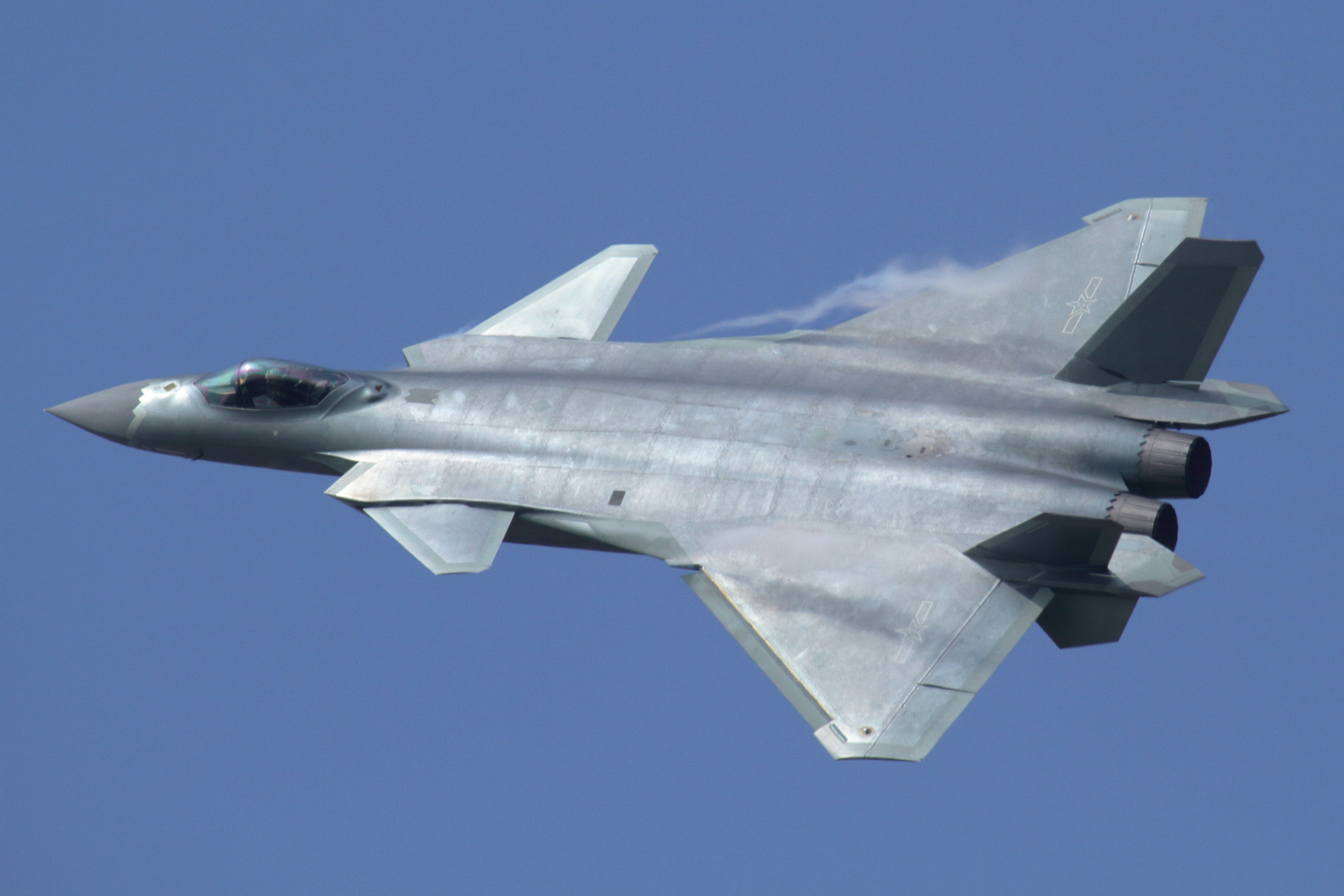
Chengdu J-20
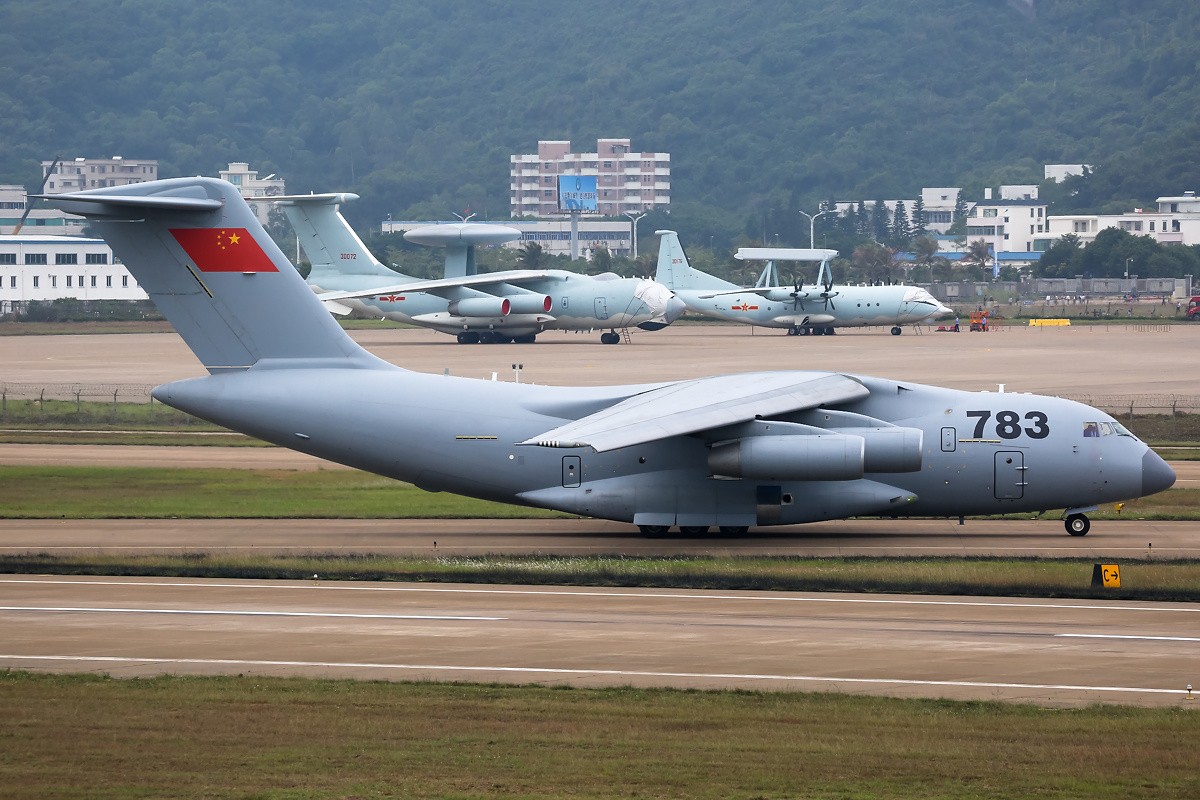
Xian Y-20
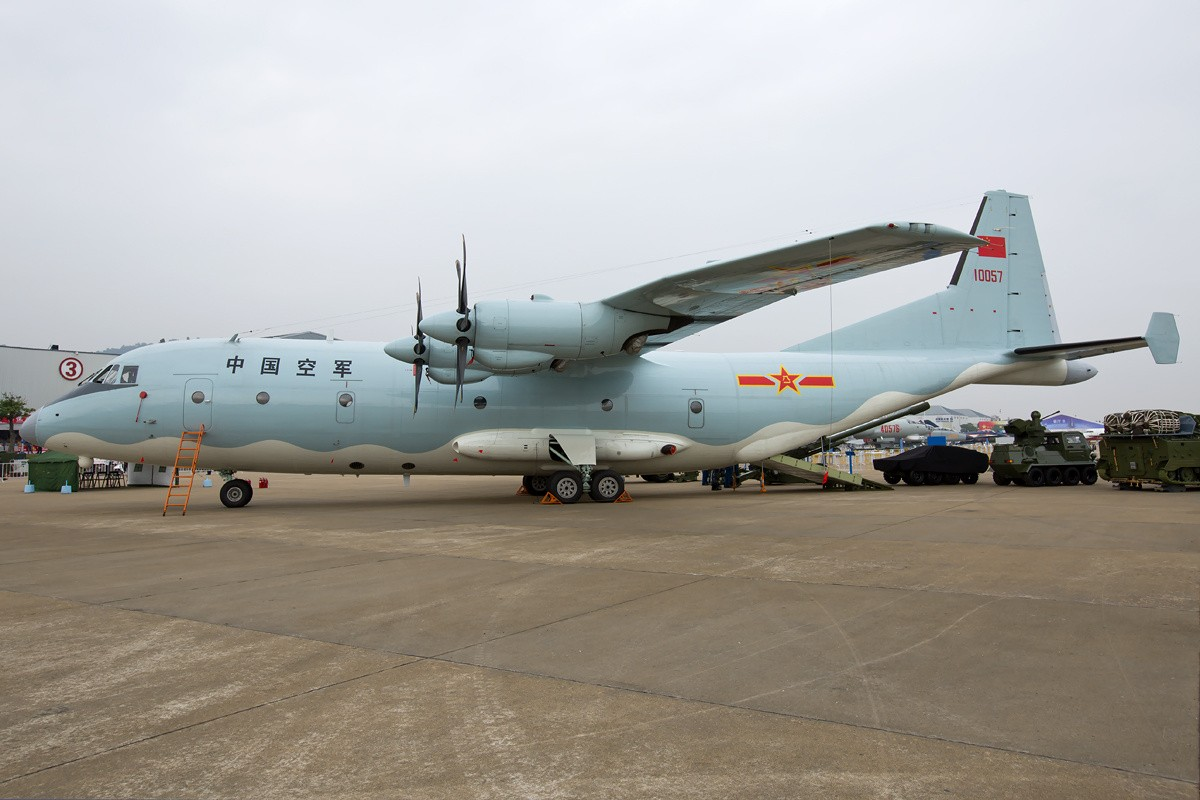
Shaanxi Y-9
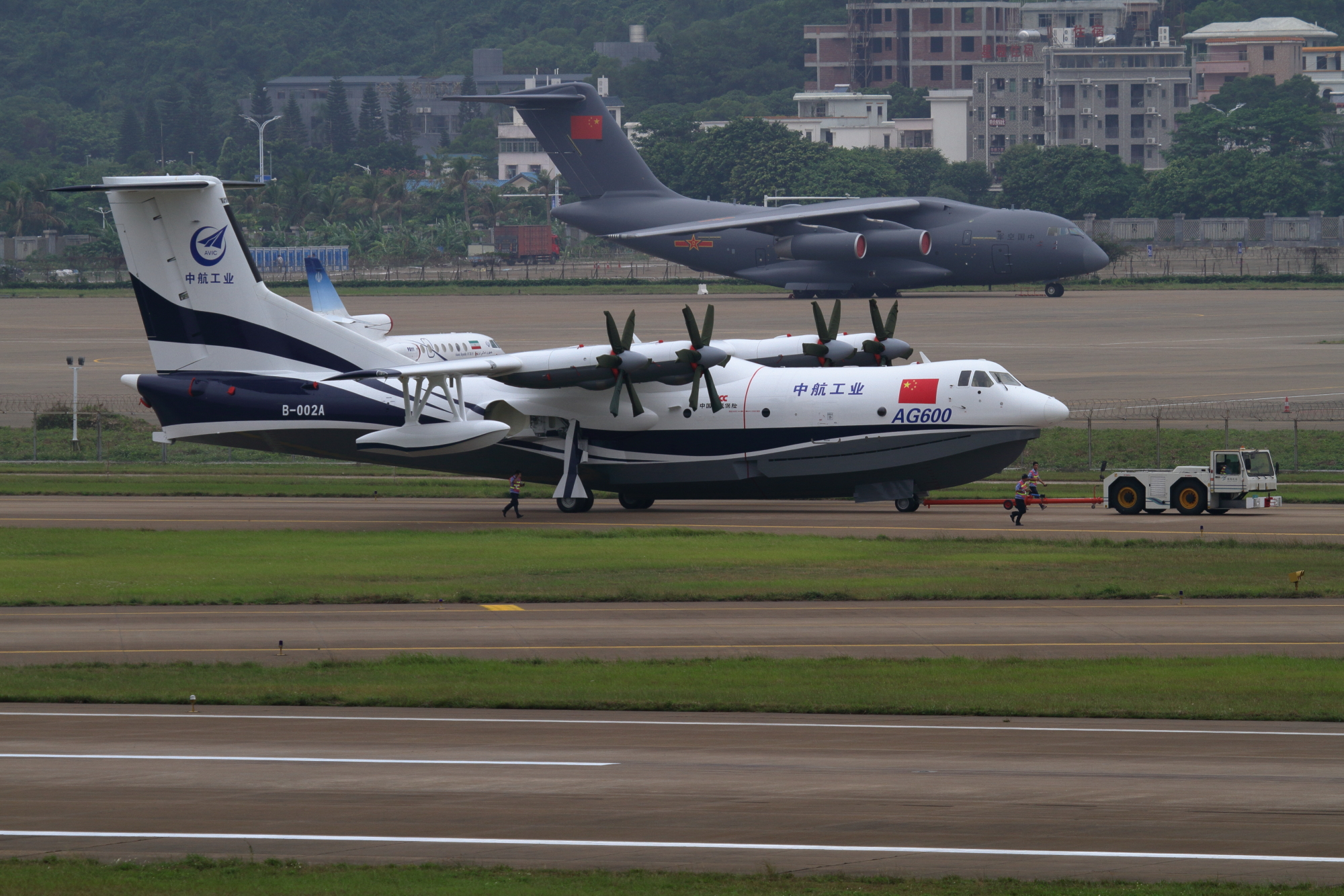
AVIC AG600